# Ulica Balicka w Krakowie
Ulica Balicka – ulica w Krakowie położona na zachodzie miasta, w dzielnicy VI Bronowice. Stanowi przedłużenie ciągu ulic: Karmelickiej, Królewskiej, Podchorążych i Bronowickiej od centrum miasta w kierunku Balic i Portu Lotniczego Kraków-Balice.

## Obiekty na trasie i przebieg
Ulica Balicka zaczyna się od wiaduktu nad ul. Armii Krajowej (część trzeciej krakowskiej obwodnicy), obok kościoła wspólnoty parafialnej św. Jana Kantego. Posiada zachowany historyczny początek po północnej swojej stronie, gdzie znajduje się stary jej układ i kilka domów na nieprzejezdnym odcinku z dojazdem od ul. Jabłonkowskiej. W 1975 roku w ciągu ulicy oddano torowisko tramwajowe, biegnące od jej początku do skrzyżowania z ulicą Na Błonie, gdzie zostało zwieńczone pętlą „Bronowice Małe”.

Przy ul. Balickiej znajduje się także Giełda Krakowska, Kampus Uniwersytetu Rolniczego pod numerem 253c, a w Mydlnikach w bezpośrednim sąsiedztwie ulicy mieści się kościół parafii Matki Boskiej Nieustającej Pomocy, biblioteka oraz poczta.

Przy wyjeździe z Krakowa po stronie południowej widać rzekę Rudawę i okoliczne stawy rybne. Na tym odcinku od północy mieści się Cmentarz Mydlniki oraz za nim zamknięty kamieniołom wapienia. Koniec ul. Balickiej leży na terenie Tenczyńskiego Parku Krajobrazowego.

## Galeria

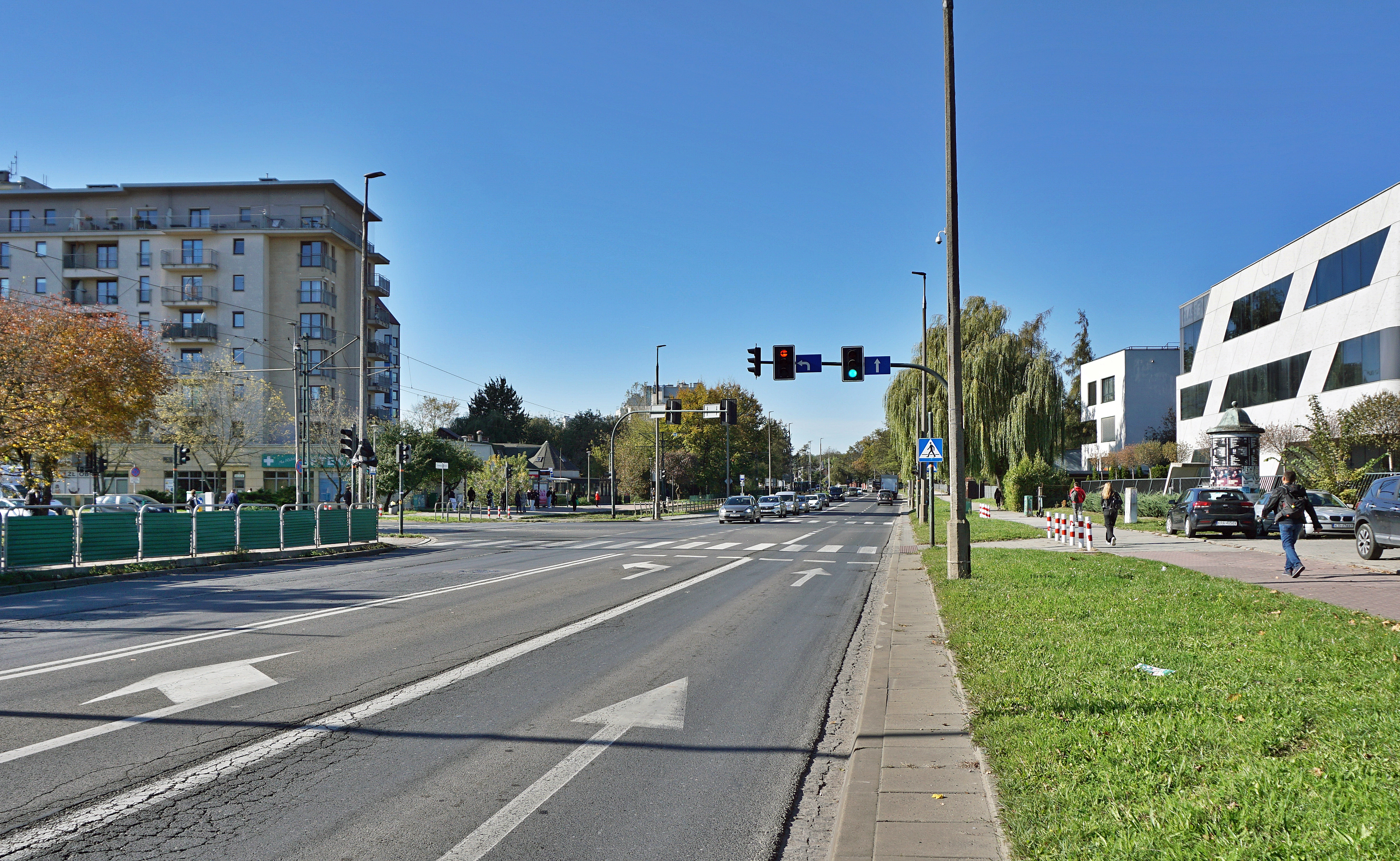
Widok na zachód w rejonie skrzyżowania z ulicami Armii Krajowej i Bronowicką (2024)
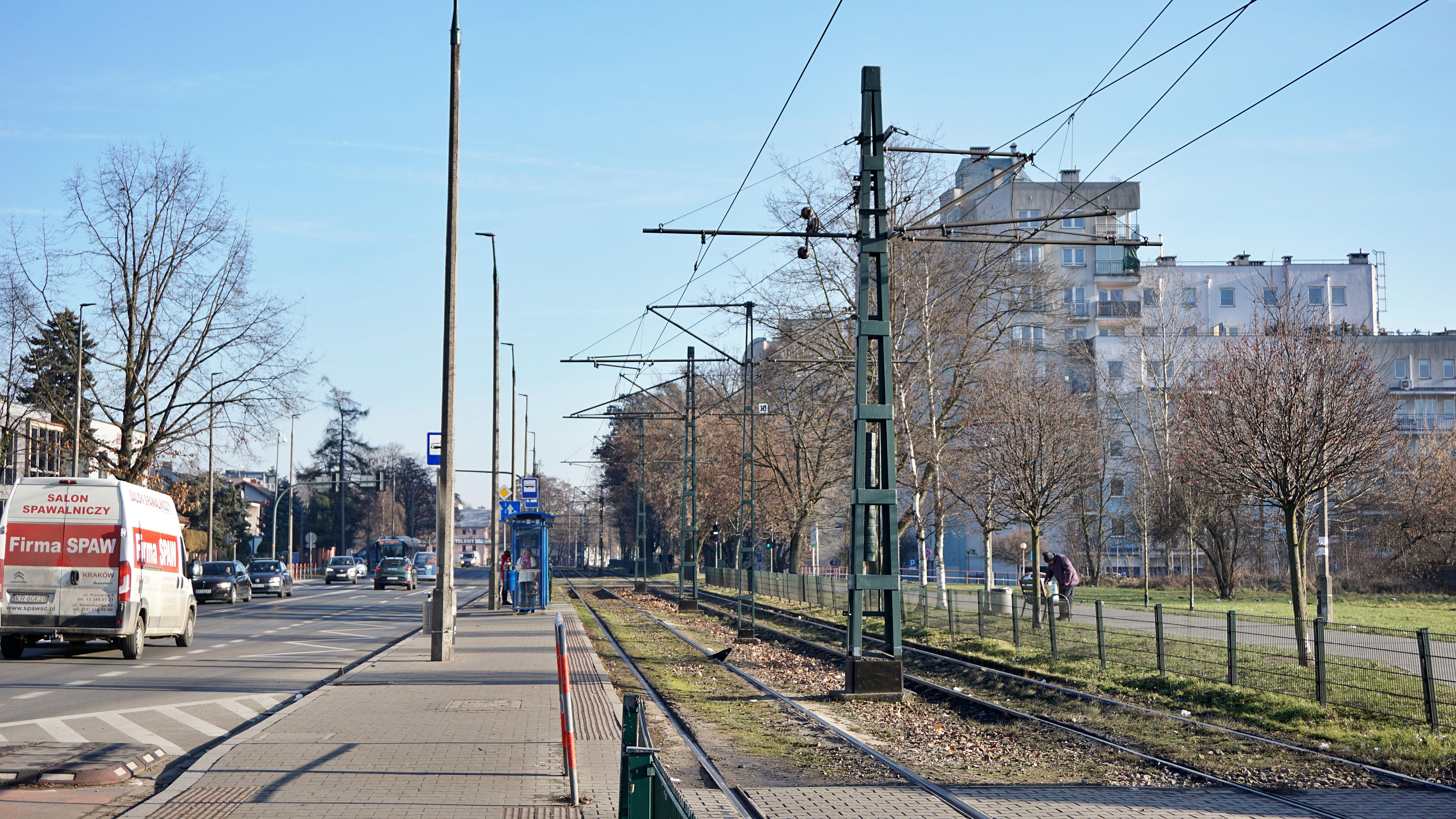
Widok na wschód od pętli tramwajowej „Bronowice Małe”
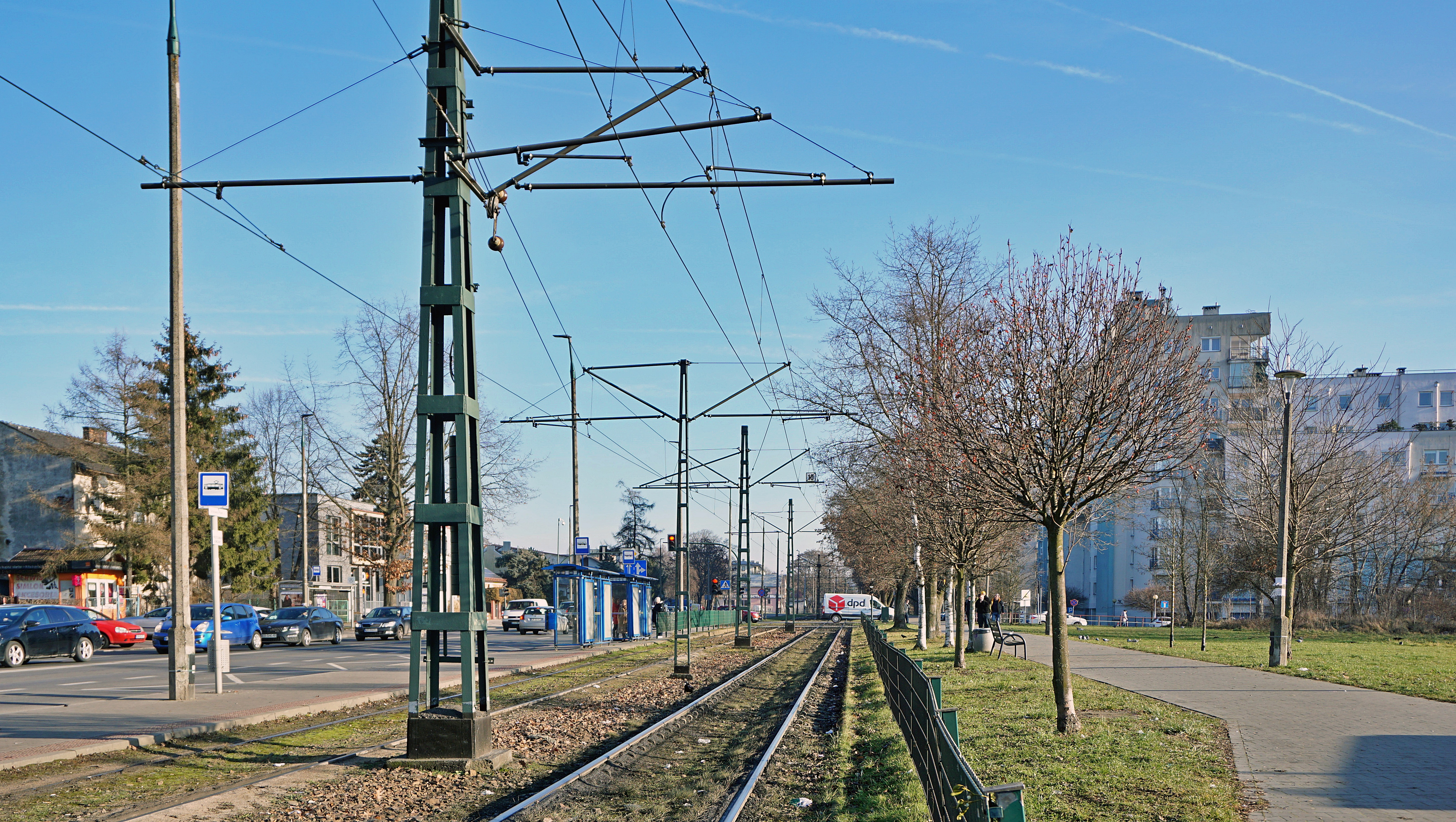
Torowisko tramwajowe otwarte w 1975 roku
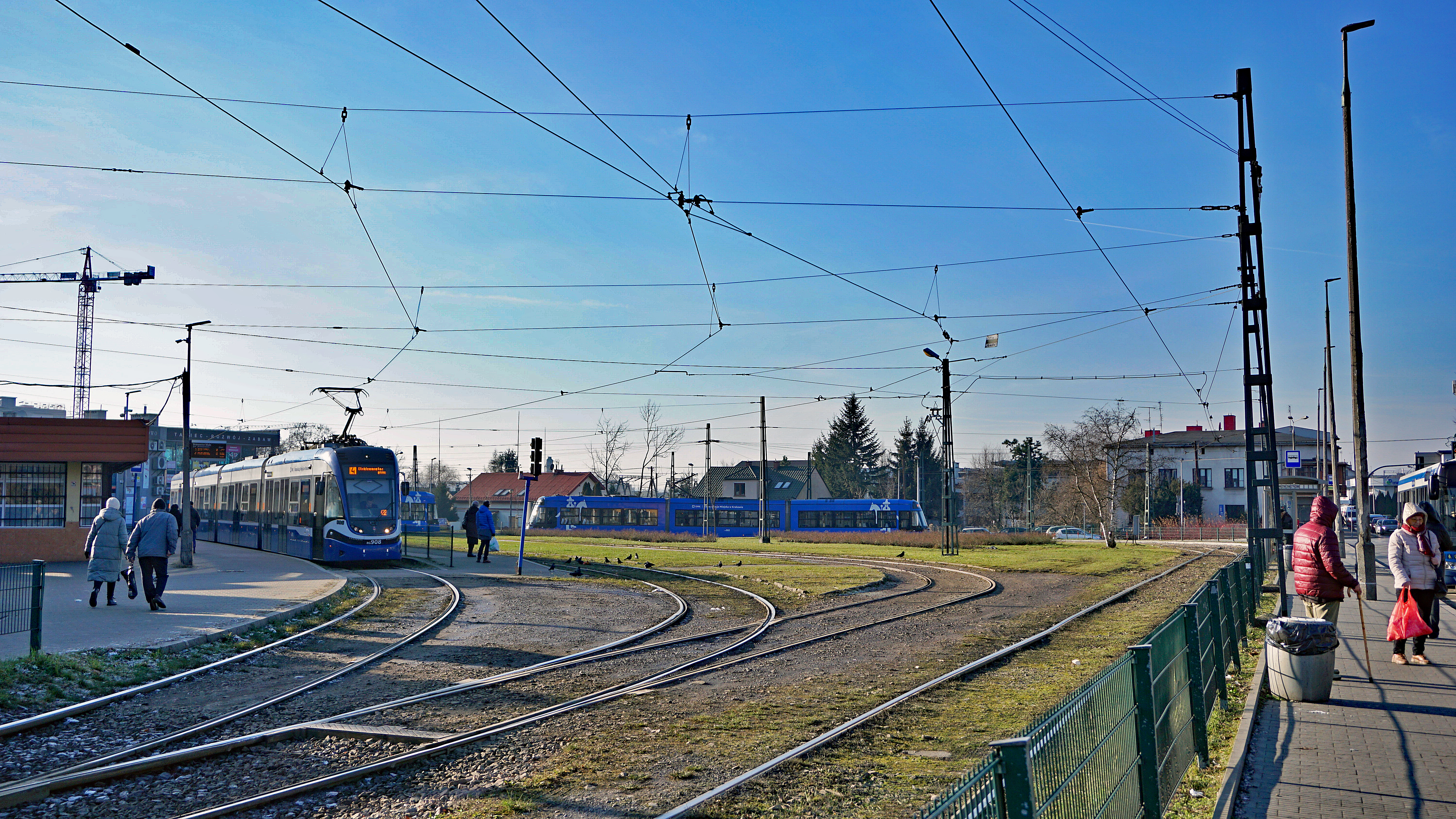
Pętla tramwajowa „Bronowice Małe”